# La Grossa
|  | Per a altres significats, vegeu «La Grossa de Cap d'Any». |

La Grossa és una masia amb capella pròpia del terme de Calders (Moianès) inclosa en l'Inventari del Patrimoni Arquitectònic de Catalunya. Pertany en part a la parròquia de Sant Vicenç de Calders i en part a la de Santa Maria de Moià. És a l'extrem de llevant del terme, al límit amb els termes municipals de Moià i a prop del límit amb Monistrol de Calders. Queda 150 metres a llevant de la masia de Vilaterçana.
El seu accés pel nord és per una pista rural en bon estat que arrenca cap al sud del punt quilomètric 21,7 de la carretera N-141c, just al sud-oest de l'Hostal de la Grossa. Aquesta pista rural mena a la Grossa en uns 975 metres. Des del sud s'hi pot accedir en uns 5,5 quilòmetres des de Monistrol de Calders per una pista rural en bon estat que des de la Païssa remunta el Serrat de la Tirolena i mena a la masia de Vilaterçana. Des del sud-oest, la pista parteix del punt quilomètric 38 de la carretera B-124, des d'on, asfaltada, mena a la masia de Sant Amanç en 1 quilòmetre i mig; uns 100 metres abans d'arribar a Sant Amanç, surt una pista cap al nord-est que mena a Vilaterçana i a la Grossa en 2,2 quilòmetres.
Pertany a la masia la capella de la Mare de Déu dels Dolors, que està situada ran de la masia, a llevant, però dins del terme de Moià, ja que la divisòria de termes municipals passa entre la masia i la capella, per la mateixa paret occidental de la petita esglesiola.

## Arquitectura
És una masia a quatre vents, més o menys de forma quadrada. L'entrada és al migdia, amb el portal de punt rodó, adovellat. Als baixos, de volta, s'hi troba l'entrada, el celler amb volta ogival i els estables. Unes escales de pedra picada condueixen a una gran sala, típica de masia catalana, amb habitacions col·laterals; galeria a migdia. El segon pis són golfes. Els baixos de la casa (celler i corts) és la part més antiga; hi ha sectors amb opus spicatum i sectors amb tàpia. La resta és pedra; carreus ben escairats a finestrals, portals i cantonades.

### Capella

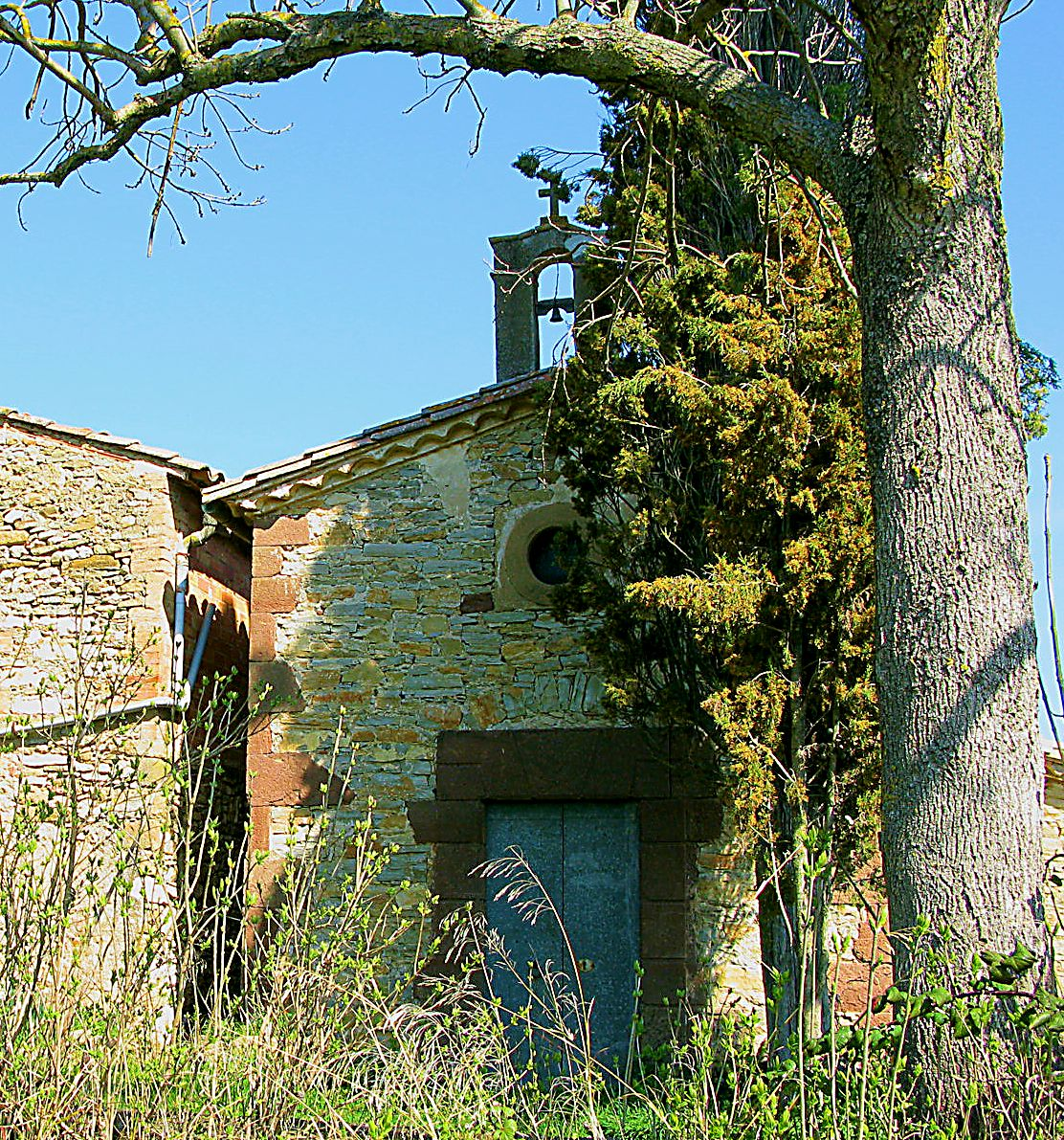
Capella de la Mare de Déu dels Dolors de la Grossa

Al costat hi ha la Mare de Déu dels Dolors de la Grossa, una capella de la casa que es troba dins del terme de Moià, mentre que la casa pertany a Calders. És una capella petita, d'una sola nau, situada en el costat de llevant de la casa principal. La línia de terme que separa Calders de Moià passa ran de les parets occidentals de la capella.

## Història
La notícia més antiga és un pergamí de l'any 1321 en el qual Guillem de Calders, castlar, fa establiment a Berenguer i Raimon Gros (pare i fill) d'una peça de terra.
La base de la casa és medieval, n'hi ha restes al celler i a les corts. El 1740 es va adossar un cos al migdia i el 1760 se'n adossà un altre a llevant. A mitjans del segle xviii van construir un hostal al peu del camí ral, l'actual carretera, casa anomenada "L'Hostal de la Grossa".